# Leopoldo I de Anhalt-Dessau
Leopoldo I, Príncipe de Anhalt-Dessau (em alemão: Leopold I.; Dessau, 3 de julho de 1676 — Dessau, 9 de abril de 1747) foi um príncipe alemão da Casa de Ascânia e governante do principado de Anhalt-Dessau de 1693 a 1747. Foi também General-marechal de campo (Generalfeldmarschall) do Exército da Prússia. Apelidado de "o Velho Dessauano" (em alemão:  der alte Dessauer), possuiu habilidades apenas modestas como comandante de campo, mas foi um talentoso instrutor militar, que modernizou a infantaria da Prússia.

## Juventude
Leopoldo nasceu em Dessau, era o nono de dez filhos (e o mais jovem de apenas dois filhos) de João Jorge II, príncipe de Anhalt-Dessau, e de sua esposa Henriqueta Catarina, filha de Frederico Henrique, príncipe de Orange. Um irmão mais velho morreu muito antes de Leopoldo nascer.
Desde o início de sua juventude, dedicou-se às atividades militares, para as quais se educou física e mentalmente. Tornou-se coronel de um regimento prussiano em 1693, e no mesmo ano, herdou seu próprio principado; pelo resto de sua longa vida, exerceu simultaneamente as funções de príncipe soberano e de oficial prussiano.
A primeira campanha de Leopoldo foi a de 1695 nos Países Baixos, em que esteve presente no Cerco de Namur. Permaneceu no campo de batalha até o fim da guerra de 1697, os assuntos do principado foram gerenciados, principalmente por sua mãe, a princesa viúva Henriqueta Catarina (na verdade, ela havia atuado como regente desde a morte de seu pai até ele chegar à idade adulta, mas continuou no comando do governo de Anhalt-Dessau por algum tempo depois dele atingir à maioridade).

## Carreira militar

### Guerra da Sucessão Espanhola

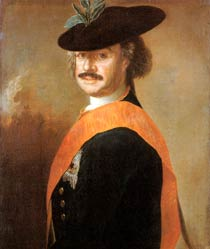
Leopoldo I, Príncipe de Anhalt-Dessau

A carreira de Leopoldo como militar em comandos importantes começou com a eclosão da Guerra da Sucessão Espanhola em 1701. Fez muitas melhorias no exército prussiano, nomeadamente a introdução da vareta de ferro por volta de 1700, e serviu no campo de batalha no comando de um corpo de exército prussiano no rio Reno, participando dos cercos de Kaiserswerth e Venlo em 1702. No ano seguinte, tendo obtido o posto de tenente-general, Leopoldo tomou parte no cerco de Bonnand, lutou parte da Batalha de Höchstädt, na qual os austríacos e seus aliados prussianos foram derrotados pelos franceses sob o comando do marechal Claude Louis Hector de Villars em 20 de setembro de 1703. Na campanha de 1704, o contingente prussiano serviu inicialmente sob o comando de Luís Guilherme de Baden-Baden, depois sob o comando do príncipe Eugênio de Saboia, e lutou em Blenheim.
Em 1705, Leopoldo foi enviado com um corpo do exército prussiano para se juntar ao príncipe Eugênio na Itália, e em 6 de agosto lutou na Batalha de Cassano. Na Batalha de Turim, foi o primeiro a penetrar nas trincheiras hostis (7 de setembro de 1706). Atuou em mais uma campanha na Itália, e depois, sob o comando de Eugênio, juntou-se a Marlborough, nos Países Baixos, estando presente em 1709 no cerco de Tournai e na Batalha de Malplaquet.
Em 1710 Leopoldo assumiu o comando de todo o contingente prussiano na frente francesa, e em 1712, foi promovido a marechal de campo a pedido especial do príncipe herdeiro da Prússia, Frederico Guilherme, que serviu com ele como voluntário. Pouco antes disso Leopoldo havia executado um ataque surpresa ao castelo de Mors, que era defendido pelos holandeses, em desafio às pretensões do rei da Prússia à sua posse. A operação foi realizada com absoluta precisão e o castelo foi tomado sem que um único tiro fosse disparado. Na primeira parte do reinado de Frederico Guilherme I, o príncipe de Dessau foi um dos membros mais influentes do círculo governante prussiano.

### Grande Guerra do Norte
Embora a Prússia fosse hostil à Suécia, os prussianos estavam relutantes em participar da Grande Guerra do Norte. Só depois dos russos destruírem a maior parte do exército sueco foi que a Prússia entrou na guerra em 1715. Leopoldo acompanhou o rei até a frente de batalha, comandando um exército de 40 000 homens, e derrotou a força muito menor de Carlos XII da Suécia em uma dura batalha na ilha de Rügen em 16 de novembro, em aliança com o exército dinamarquês de Stralsund. Em tempos de paz, e especialmente depois de uma briga judicial e duelo com o general Friedrich Wilhelm von Grumbkow em 1725, dedicou-se ao treinamento do exército prussiano.

### Treinamento do Exército prussiano

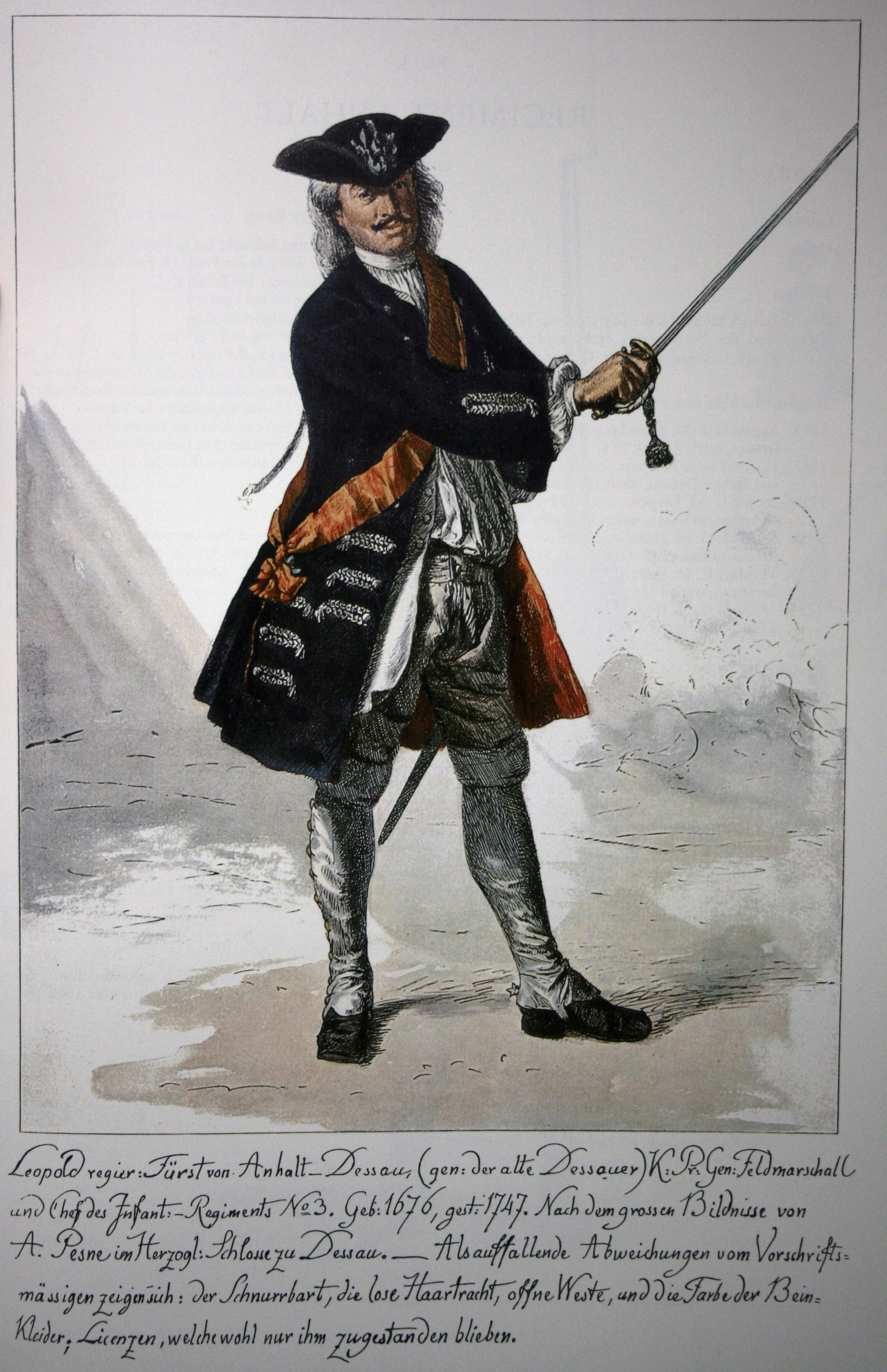
"O Velho Dessauano" (der alte Dessauer).

Embora a reputação adquirida pelo exército prussiano nas guerras travadas entre 1675 e 1715 fosse muito boa, ele ainda era considerado uma das forças militares menores da Europa até 1740, quando eclodiu a Guerra de Sucessão Austríaca. O feito notável de Leopoldo pouco antes deste conflito foi seu treinamento da infantaria prussiana. O "Velho Dessauano" foi um dos mais severos disciplinadores em uma época de rigorosa disciplina, e a formação técnica da infantaria sob sua mão fez da infantaria prussiana uma força de combate formidável cuja eficácia ainda não tinha sido demonstrada. Leopoldo era essencialmente um soldado de infantaria; em seu tempo, a artilharia geralmente não decidia as batalhas, mas mesmo assim optou por dar menos atenção ao serviço da cavalaria, com resultados que se manifestaram na Batalha de Mollwitz em 1741. Frederico II da Prússia comandou pessoalmente a cavalaria nas batalhas de Hohenfriedberg em 1745 e Leuthen em 1757, mas se não fosse o apoio da infantaria treinada por Leopoldo ele nunca teria tido a oportunidade de fazê-lo.
Assim, Leopoldo, com o apoio firme do rei Frederico Guilherme da Prússia, ele próprio um dos maiores treinadores militares da Europa, aproveitou o estímulo produtivo dos vinte anos de paz com a Suécia. Durante este tempo, dois incidentes em sua carreira merecem menção especial: em primeiro lugar, a sua intervenção no caso do príncipe herdeiro Frederico, que foi condenado à morte por deserção, mas, devido aos seus esforços foi reintegrado ao exército prussiano; e em segundo lugar, seu bem-sucedido papel na Guerra de Sucessão da Polônia no Reno, onde atuou sob o comando de seu antigo chefe Eugênio de Saboia e exerceu o cargo de marechal de campo do Império.

### No reinado de Frederico, o Grande

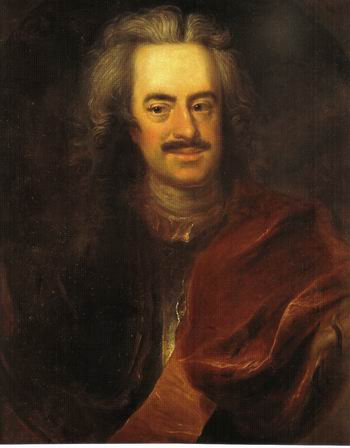
Leopoldo I, Príncipe de Anhalt-Dessau

Com a morte de Frederico Guilherme em 1740, Frederico, o Grande, sucedeu ao trono da Prússia, e alguns meses depois, iniciou a invasão e conquista de Silésia, a primeira ação ao longo das Guerras da Silésia e o teste dos esforços ao longo da vida de Leopoldo para melhorar a eficácia do exército prussiano. O próprio príncipe não foi muito utilizado no exército do rei, embora seus filhos ocupassem altos comandos sob a liderança de  Frederico. O rei, na verdade, achava Leopoldo um pouco difícil de gerir, e o príncipe passou a maior parte dos anos de campanha até 1745 no comando de um exército de observação na fronteira da Saxônia.
Logo no início desse ano sua esposa morreu. Leopoldo tinha agora mais de 70 anos de idade, mas sua última campanha foi destinada a ser o maior sucesso de sua longa carreira. Um esforço combinado dos austríacos e saxões para recuperar os desastres do verão através uma campanha de inverno em direção a Berlim em si levou a uma concentração apressada dos prussianos. Frederico estando na Silésia avistou o principal exército austríaco e seguiu apressado para Dresden. Mas antes de Frederico chegar, Leopoldo decidiu a guerra por meio de sua esmagadora vitória sobre os saxões em Kesselsdorf, em 14 de dezembro de 1745. Ele tinha o hábito de rezar antes da batalha, pois era um luterano devoto. Nesta sua última batalha as suas palavras foram: "Ó Senhor Deus, não me deixe ser humilhado em minha idade avançada. Se não queres ajudar-me, não ajude também esses canalhas, e deixe-nos resolver isso nós mesmos". A carreira de Leopoldo terminou com esta grande vitória. Ele se retirou do serviço ativo, e os poucos anos de vida que lhe restaram foram passados em Dessau.
Leopoldo foi sucedido como príncipe de Anhalt-Dessau por seu filho, Leopoldo II Maximiliano. Seus outros filhos, Dietrich de Anhalt-Dessau, foi um general prussiano, mas o mais famoso de seus filhos foi Maurício de Anhalt-Dessau.

## Casamento e filhos

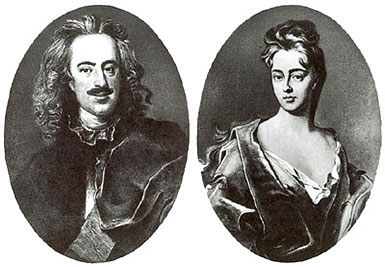
Leopoldo I e Ana Luísa Föhse

Quando era um jovem príncipe, Leopoldo se apaixonou por Ana Luísa Föhse (Fösen segundo algumas fontes) (Dessau, 22 de março de 1677 - Dessau, 5 de fevereiro de 1745), filha de um farmacêutico de Dessau. Sua mãe, a princesa viúva, tentou romper o relacionamento, mandando seu filho para o estrangeiro para uma viagem prolongada, mas não adiantou. Um ano depois de oficialmente se tornar adulto em 1697, casou-se com sua amada Anna Louise em Dessau, em 8 de setembro de 1698. Eles tiveram dez filhos:
1. Guilherme Gustavo, Príncipe Hereditário de Anhalt-Dessau (Dessau, 20 de junho de 1699 – Dessau, 16 de dezembro de 1737).
2. Leopoldo II Maximiliano, Príncipe de Anhalt-Dessau (Dessau, 25 de dezembro de 1700 – Dessau, 16 de dezembro de 1751).
3. Dietrich (Dessau, 2 de agosto de 1702 – Dessau, 2 de dezembro de 1769).
4. Frederico Henrique Eugênio (Dessau, 27 de dezembro de 1705 – Dessau, 2 de março de 1781).
5. Henriqueta Maria Luisa (Dessau, 3 de agosto de 1707 – Dessau, 7 de agosto de 1707).
6. Luísa (Dessau, 21 de agosto de 1709 – Bernburg, 29 de julho de 1732), casou em 25 de novembro de 1724 com Vítor Frederico, Príncipe de Anhalt-Bernburg.
7. Maurício (Dessau, 31 de outubro de 1712 – Dessau, 11 de abril de 1760).
8. Ana Guilhermina (Dessau, 13 de junho de 1715 – Dessau, 2 de abril de 1780).
9. Leopoldina Maria (Oranienbaum, 12 de dezembro de 1716 – Kolberg, 27 de janeiro de 1782), casou em 13 de fevereiro de 1739 com Frederico Henrique de Brandemburgo-Schwedt.
10. Henriqueta Amália (Dessau, 7 de dezembro de 1720 – Dessau, 5 de dezembro de 1793).

Em 29 de dezembro de 1701 Ana Luísa recebeu o título de Princesa Imperial (em alemão:  Reichsfürstin) concedido pelo imperador Leopoldo I, que também declarou que seus filhos seriam considerados príncipes e princesas de Anhalt e gozariam de todos os direitos que outros príncipes do Império desfrutavam. O rei Frederico I da Prússia estendeu sua garantia pessoal em 12 de março de 1702, prometendo reconhecer os direitos dos filhos deste casamento. Os agnados de todos os ramos de Anhalt também deram o seu consentimento, alguns dias depois, em 21 de março.
Leopoldo e Ana Luísa tiveram um casamento longo e feliz, e a princesa exerceu influência sobre o marido, que ela nunca deixou de exercer em nome de seus súditos. Após a morte da mãe de Leopoldo, ela exerceu as funções de regente, quando ele estava ausente em campanha. Muitas vezes, também, ela o acompanhou no campo de batalha.
Nos últimos anos de vida, porém, Leopoldo gerou dois filhos ilegítimos: um com Sofia Eleonora Söldner (Ellrich, 7 de setembro de 1710 - Dessau, 16 de setembro de 1779):
1. João Jorge Henrique de Berenhorst (Sandersleben, 26 de outubro de 1733 – Dessau, 30 de outubro de 1814), que casou pela primeira vez em Zöberitz em 8 de maio de 1781 com Katharina Christiane Maria Otto, tendo se divorciado em 1783; em Köthen, em 26 de outubro de 1783 casou pela segunda vez com Henriette Christine Karoline von Bülow (Predel, 30 de junho de 1765 – Dessau, 29 de agosto de 1813), com quem teve seis filhos, um filho, Jorge João (cujos descendentes na linhagem masculina foi extinta em 1952), e cinco filhas: Louise Sophie, Eugenie Johanne (morta na infância), Wilhelmine Henriette, Klara Hedwig, e Thekla Pauline, que, através do seu primeiro casamento com Julius, Freiherr von Richthofen, foi bisavó de Manfred von Richthofen;
2. Karl Franz von Berenhorst (Sandersleben, 1 de março de 1735 – Dessau, 6 de junho de 1804), casou em Schweinitz em 7 de fevereiro de 1785 com Johanne Eleonore Scholtz; seus dois filhos, Henry Karl e George Franz, morreram em batalha; nenhum deles casou ou teve filhos.